# Ferula badrakema
Ferula badrakema är en växtart i släktet stinkflokor (Ferula) och familjen flockblommiga växter.
Arten är en perenn ört som förekommer i Iran, Afghanistan och Turkmenistan. Den beskrevs av Boris Kozo-Poljanskij 1921.